# Escola universitària de restauració i arts culinàries d'Umeå
L'Escola universitària de restauració i arts culinàries d'Umeå (Umeå University School of Restaurant and Culinary Arts en anglés i Restauranghögskolan vid Umeå universitet en suec) és un centre que forma part de la Universitat d'Umeå, a la ciutat d'Umeå (Suècia).
A la Universitat d'Umeå els estudis de cuina van començar en 1996. En 2002 es va inaugurar l'escola. Es cursen estudis per a obtindre un grau en cuina creativa i restauració.